# Grand Prix automobile de Buenos Aires 1949
Le Grand Prix automobile de Buenos Aires 1949 est un Grand Prix dont deux éditions se sont déroulées à quelques jours d'intervalle, le 30 janvier 1949 (III Gran Premio del General Juan Perón y de la Ciudad de Buenos Aires) et le 6 février 1949 (III Gran Premio de Eva Duarte Perón). Sur les deux Grands Prix, prévus sur trente-cinq tours, le second est interrompu au trentième tour à cause de la pluie.

## IIIGran Premio del General Juan Perón y de la Ciudad de Buenos Aires

### Grille de départ
| Pos. | Pilote               | Châssis    | Temps        | Écart   |
| ---- | -------------------- | ---------- | ------------ | ------- |
| 1    | Alberto Ascari       | Maserati   | 2 min 36 s 8 | -       |
| 2    | Luigi Villoresi      | Maserati   | 2 min 37 s 3 | + 0 s 5 |
| 3    | Juan Manuel Fangio   | Maserati   | 2 min 37 s 8 | + 1 s 0 |
| 5    | Prince Bira          | Maserati   |              |         |
| 6    | Benedicto Campos     | Maserati   |              |         |
| 7    | Eitel Cantoni        | Maserati   |              |         |
| 8    | Reg Parnell          | Maserati   |              |         |
| 9    | Pascual Puopolo      | Maserati   |              |         |
| 10   | Ernesto Tornquist    | ?          |              |         |
| 11   | Victorio Rosa        | Maserati   |              |         |
| 12   | Oscar Alfredo Gálvez | Alfa Romeo | Pas de temps |         |
| 13   | Giuseppe Farina      | Ferrari    | Pas de temps |         |

### Classement de la course
| Pos. | Pilote               | Écurie                   | Châssis             | Tours | Temps/Abandon                   | Grille |
| ---- | -------------------- | ------------------------ | ------------------- | ----- | ------------------------------- | ------ |
| 1    | Alberto Ascari       | Scuderia Ambrosiana      | Maserati 4CLT       | 35    | 1 h 30 min 23 s 1 (113,02 km/h) | 1      |
| 2    | Luigi Villoresi      | Scuderia Ambrosiana      | Maserati 4CLT       | 35    | + 41 s 0                        | 2      |
| 3    | Oscar Alfredo Gálvez | Privé                    | Alfa Romeo Tipo 308 | 35    | + 2 min 21 s 9                  | 12     |
| 4    | Juan Manuel Fangio   | Automovil Club Argentina | Maserati 4CLT       | 34    | + 1 tour                        | 3      |
| 5    | Prince Bira          | White Mouse              | Maserati 4CLT       | 31    | + 4 tours                       | 5      |
| 6    | Victorio Rosa        | Privé                    | Maserati            | 29    | + 6 tours                       | 11     |
| 7    | Adriano Malusardi    | Automovil Club Argentina | Maserati 4CLT       | 25    | Retrait                         |        |
| 8    | Benedicto Campos     | Automovil Club Argentina | Maserati 4CL        | 6     | Retrait / Accident              | 6      |
| Abd. | Giuseppe Farina      | Scuderia Ferrari         | Ferrari 125C        | ?     | Suralimentation                 | 13     |
| Abd. | Reg Parnell          | Scuderia Ambrosiana      | Maserati 4CLT       | 4     | Moteur                          | 8      |
| Abd. | Ernesto Tornquist    | Privé                    | ?                   | 4     | Moteur                          | 10     |
| Abd. | Eitel Cantoni        | Privé                    | Maserati 4CL        | ?     |                                 | 7      |
| Abd. | Pascual Puopolo      | San Isidoro              | Maserati 8CL        | ?     |                                 | 9      |
| Abd. | Pablo Pessatti       | Privé                    | Alfa Romeo 8C-35    | ?     | Accident mortel?                |        |
| Abd. | Pedro Llanos         | Privé                    | ?                   | ?     |                                 |        |
| Abd. | Juan Gálvez          | Privé                    | Alfa Romeo modifiée | ?     |                                 |        |
| Abd. | Clemar Bucci         | Privé                    | Alfa Romeo 12C-37   | ?     |                                 |        |
| Abd. | Emilio Romano        | Privé                    | Maserati A6GCS      | ?     |                                 |        |
| Abd. | Felice Bonetto       | Privé                    | Cisitalia-Fiat      | ?     |                                 |        |
| Abd. | Guido Scagliarini    | Privé                    | Cisitalia-Fiat      | ?     |                                 |        |
| Abd. | Andres Fernández     | Privé                    | Maserati 4CL?       | ?     |                                 |        |
| Np.  | Jean-Pierre Wimille  | Équipe Simca-Gordini     | Gordini Type 15     |       | Accident mortel aux essais      |        |
| Np.  | Amédée Gordini       | Équipe Simca-Gordini     | Gordini Type 15     |       | Retrait volontaire              |        |
| Np.  | Chico Landi          | Privé                    | Maserati 4CL        |       | Non partant                     |        |
| Np.  | « Raph »             | Écurie Naphtra-Course    | Maserati 4CLT       |       | Non partant                     |        |

- Légende: Abd.=Abandon - Np.=Non partant.

## IIIGran Premio de Eva Duarte Perón

### Grille de départ
| 1re ligne | Pos. 1                          | Pos. 2                       | Pos. 3                       | Pos. 4          |
|           | Villoresi Maserati 2 min 30 s 2 | Fangio Maserati 2 min 33 s 0 | Ascari Maserati 2 min 33 s 3 | Bira Maserati — |

### Classement de la course
| Pos. | Pilote               | Écurie                   | Châssis             | Tours | Temps/Abandon               | Grille |
| ---- | -------------------- | ------------------------ | ------------------- | ----- | --------------------------- | ------ |
| 1    | Oscar Alfredo Gálvez | Privé                    | Alfa Romeo Tipo 308 | 30    | 1 h 31 min 4 s (96,16 km/h) |        |
| 2    | Juan Manuel Fangio   | Automovil Club Argentina | Maserati 4CLT       | 28    | + 2 tours                   | 2      |
| 3    | Eitel Cantoni        | Privé                    | Maserati 4CL        | 27    | + 3 tours                   |        |
| 4    | Adriano Malusardi    | Automovil Club Argentina | Maserati 4CLT       | 27    | + 3 tours                   |        |
| 5    | Prince Bira          | White Mouse              | Maserati 4CLT       | 27    | + 3 tours                   | 4      |
| 6    | Alberto Ascari       | Scuderia Ambrosiana      | Maserati 4CLT       | 25    | Moteur                      | 3      |
| Abd. | Luigi Villoresi      | Scuderia Ambrosiana      | Maserati 4CLT       | 11    | Carburateur                 | 1      |
| Abd. | Giuseppe Farina      | Scuderia Ferrari         | Ferrari 125C        | ?     | Accident                    |        |
| Abd. | Reg Parnell          | Scuderia Ambrosiana      | Maserati 4CLT       | 10    | Radiateur                   |        |
| Abd. | Benedicto Campos     | Automovil Club Argentina | Maserati            | ?     | Tuyau d'huile               |        |

- Légende: Abd.=Abandon - Np.=Non partant.

## Pole position et record du tour
- III Gran Premio del General Juan Perón y de la Ciudad de Buenos Aires
  - Pole position :  Alberto Ascari (Maserati) en 2 min 36 s 8.
  - Meilleur tour en course :  Luigi Villoresi (Maserati) en 2 min 39 s 5 (109,81 km/h).
- III Gran Premio de Eva Duarte Perón
  - Pole position :  Luigi Villoresi (Maserati).
  - Meilleur tour en course :  Alberto Ascari (Maserati) et  Luigi Villoresi (Maserati) 2 h 32 min 4 s (114,85 km/h).